# Druciarz

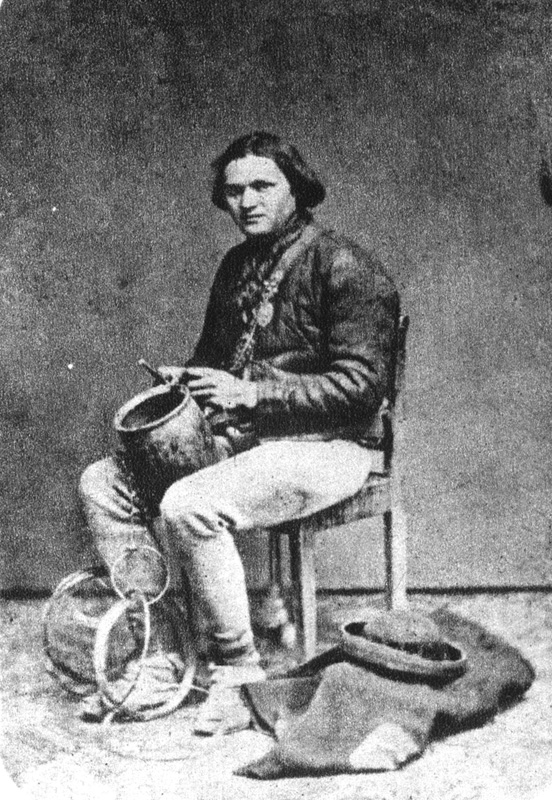
XIX-wieczny wędrowny druciarz na zdjęciu wykonanym przez krakowskiego fotografa Ignacego Kriegera

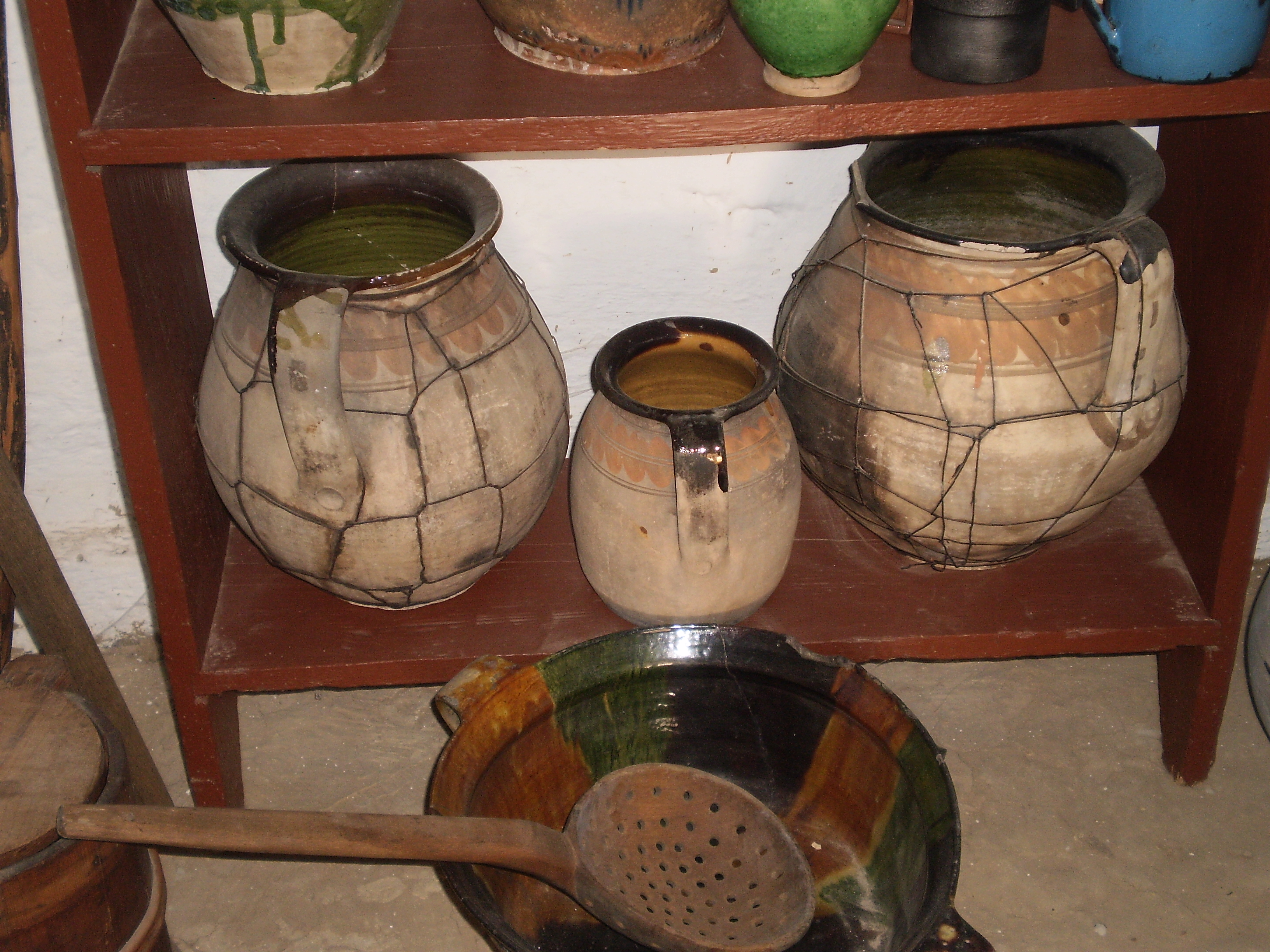
Drutowane gliniane garnki w skansenie Szentendre

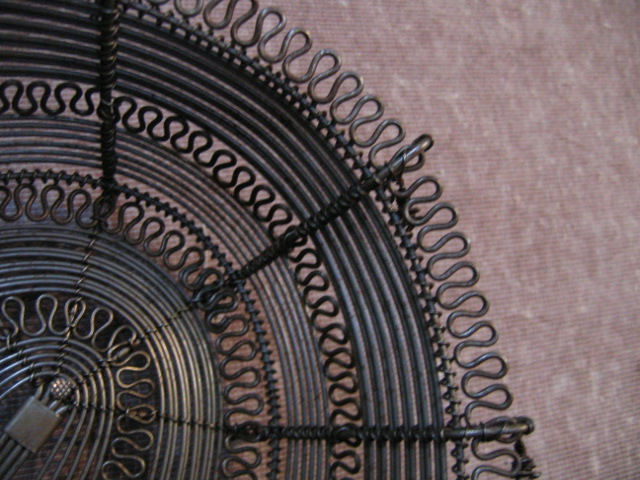
Współczesny wyrób druciarski

Druciarz – wędrowny rzemieślnik zajmujący się druciarstwem, który naprawiał sprzęty gospodarstwa domowego i wyrabiał drobne przedmioty domowego użytku z drutu, na przykład łapki na myszy. W szczególności drutował rozbite naczynia ceramiczne, na przykład gliniane garnki, co polegało na silnym ściągnięciu skorup siatką drucianą. 
Pierwsze pisemne wzmianki o druciarstwie pochodzą z XVIII wieku, kiedy rozwijający się przemysł fabryczny był w stanie dostarczać po dostępnych cenach drut o wymaganych własnościach mechanicznych. Wędrowni druciarze pochodzili głównie z biednych wsi górskich i podgórskich, w których prymitywne rolnictwo i hodowla nie były w stanie wyżywić rosnącej populacji. Po zakończeniu I wojny światowej zawód zaczął zanikać, czego przyczyną było między innymi znaczące potanienie naczyń glinianych, kamionkowych i porcelitowych, wyrabianych fabrycznie, których nie opłacało się drutować. Ostatni, nieliczni druciarze ograniczali swą działalność do wytwarzania i domokrążczej sprzedaży drobnych wyrobów z drutu: klatek na ptaki, wieszaków, spinek, zabawek, drobnych ozdób i tym podobnych.

## Druciarstwo na Słowacji
Na terenie dawnej Monarchii Austro-Węgierskiej druciarze stanowili jedną z najbardziej charakterystycznych grup drobnych rzemieślników. Pochodzili głównie z ubogich górskich wsi w północno-zachodniej części dzisiejszej Słowacji (tereny Kysuc i Orawy), a także ze Spiszu. Działali nie tylko na terenach ówczesnej monarchii Habsburgów, ale również na całych Bałkanach oraz na terenach dzisiejszej Polski (np. w Katowicach, Warszawie, Lublinie) i Rosji. Zamożniejsi z nich zakładali manufaktury, zatrudniające po kilkudziesięciu robotników. W Petersburgu na przełomie XIX i XX w. pracowało ponad 220 słowackich druciarzy, z których wielu pochodziło z Turzówki. W druciarskiej fabryce Štefana Hunčíka i Jozefa Krutošíka z Wysokiej nad Kisucą, działającej na początku XX. stulecia w Moskwie, pracowało ponad 500 robotników i chałupników. Wraz z falą emigracji za Atlantyk dostali się również do USA, gdzie zakładali z czasem warsztaty i niewielkie fabryczki wyrobów z drutu i blachy.
W początkach XX wieku na terenie dzisiejszej Słowacji było około 5 tysięcy druciarzy.
Po zakończeniu I wojny światowej i powstaniu Czechosłowacji liczba ta wielokrotnie zmalała. Produkcja skupiła się w niewielkich kooperatywach i oprócz drobnych wyrobów użytku domowego obejmowała głównie przedmioty ozdobne.
Na Słowacji istnieją obecnie dwie wystawy dokumentujące historię druciarstwa: w zamku Budatín (ekspozycja Muzeum Poważskiego w Żylinie) i w Veľkém Rovném (gdzie w 1941 założono jedną z najstarszych spółdzielni druciarskich).

### Słowaccy druciarze
- Jozef Holánik-Bakeľ (ur. w 1863 r., w Dlhé Pole - zm. w 1942, tamże)[3]
- Jakub Šerík-Fujak (ur. w 1907 r., Dlhé Pole - zm. w 1988 r., tamże)
- Jozef Kerák (ur. w 1891 r. Veľké Rovné- zm. w 1945 r., tamże)[3]

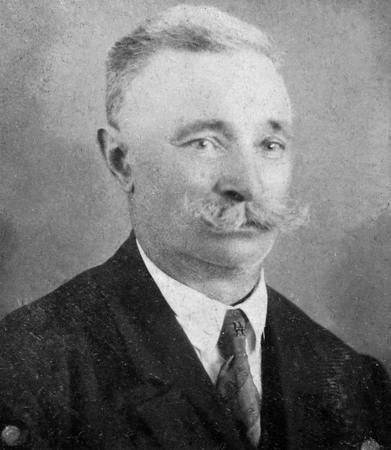
Jozef Holánik-Bakeľ
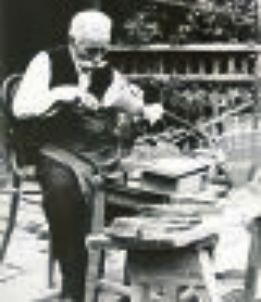
Jozef Holánik-Bakeľ podczas pracy
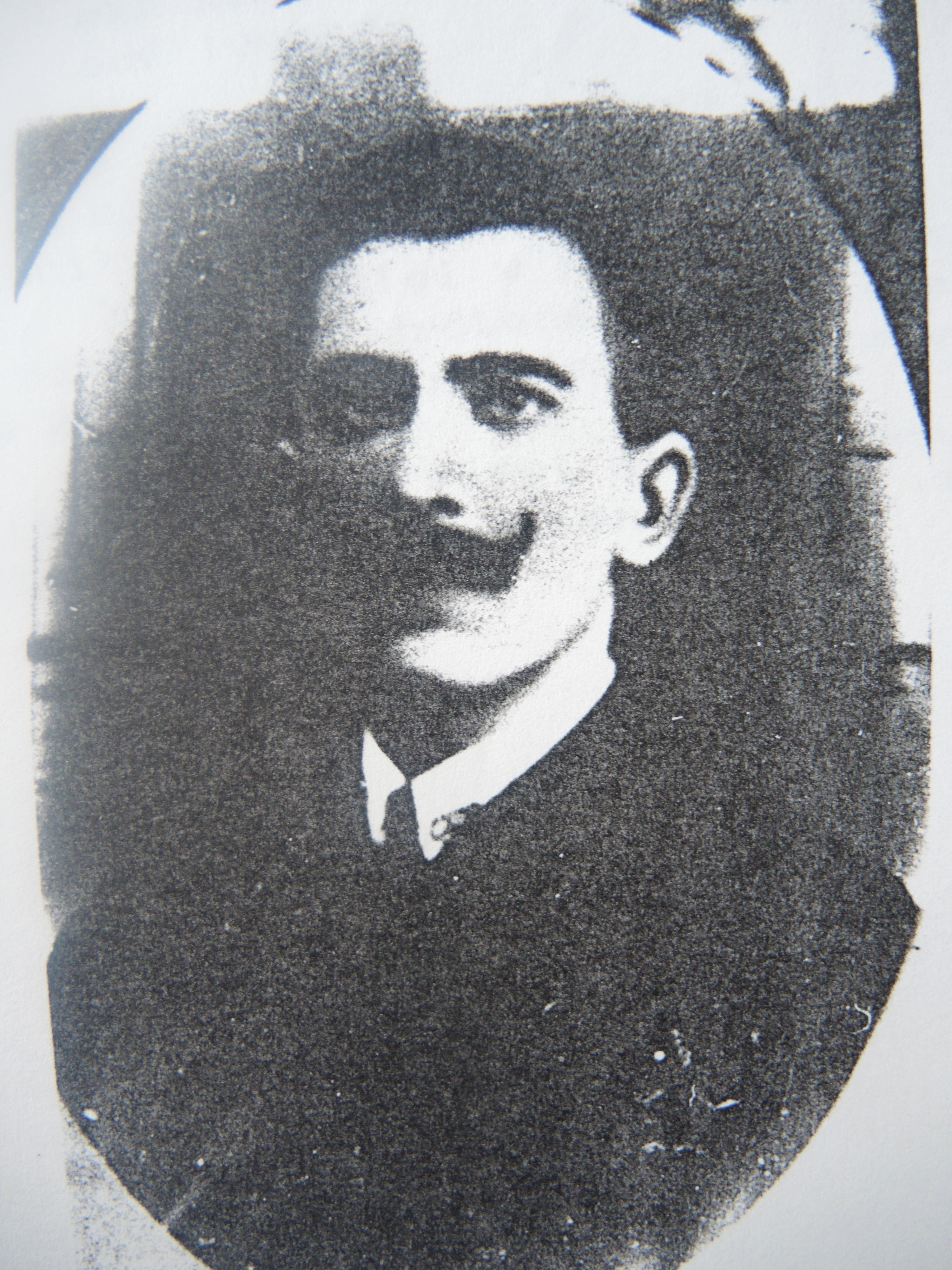
Jozef Kerák
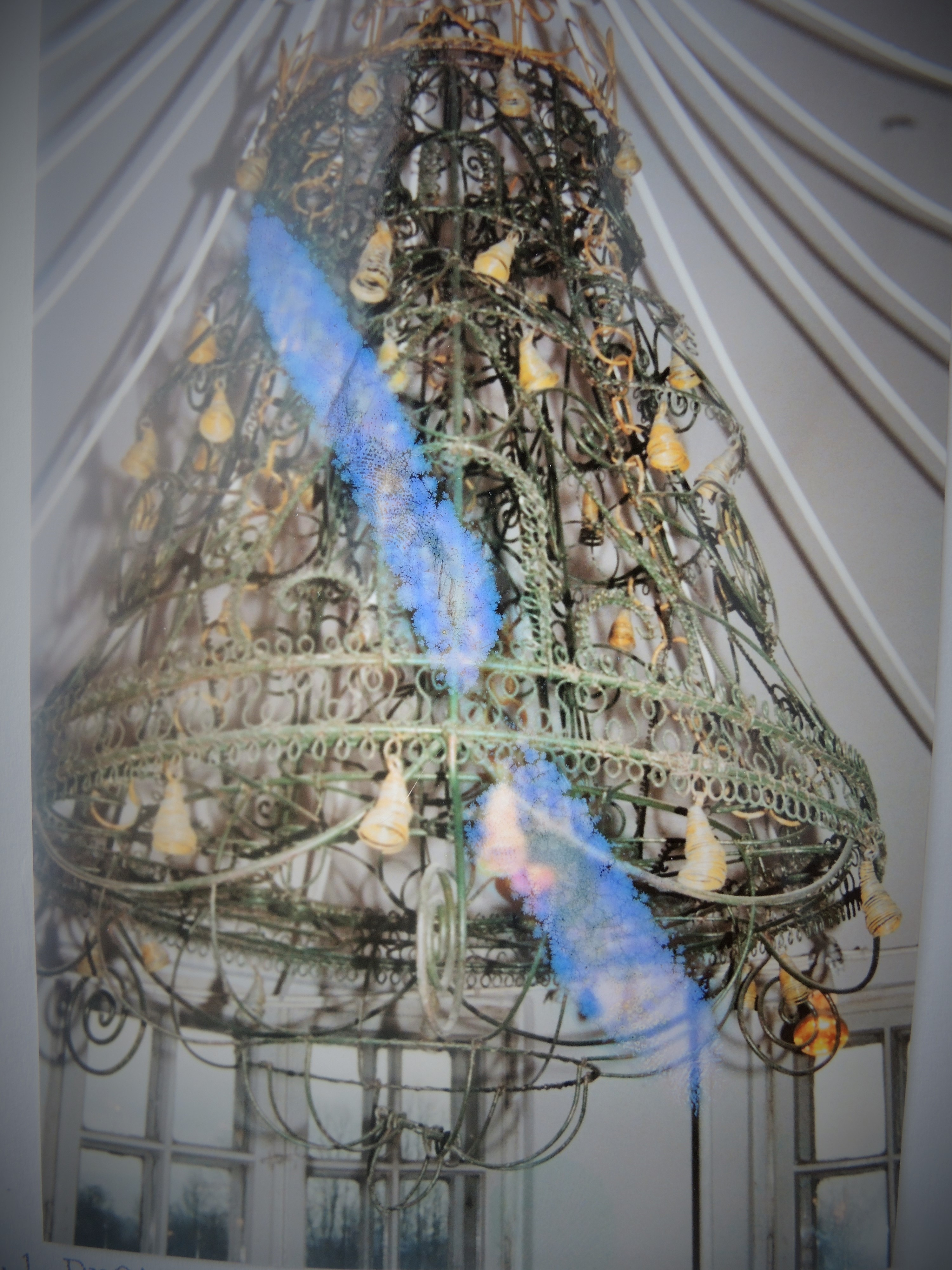
Praca autorstwa Jozefa Keráka